# Brunechilde
Brunechilde o Brunilde (Toledo, 543 circa – Renève, autunno 613) è stata una principessa visigota divenuta, in virtù del suo matrimonio con il re dei Franchi di Austrasia, Sigeberto I, regina dei Franchi.

## Origine
Era la figlia secondogenita del re dei visigoti Atanagildo e di Gosvinta dei Balti (?-589), molto probabilmente, figlia del re Amalarico, ultimo sovrano della dinastia dei Balti. Era anche sorella di Galsuinda, regina dei Franchi di Neustria.

## Biografia

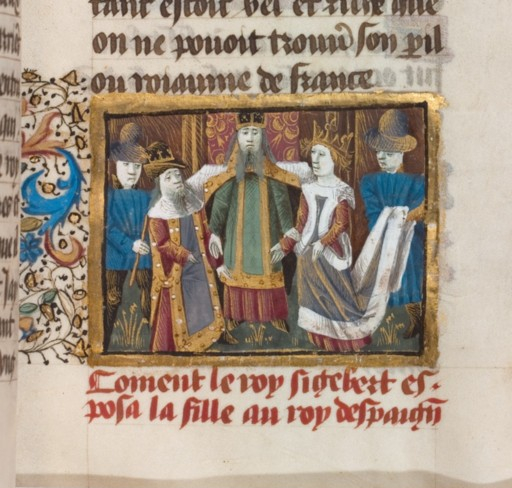
Matrimonio di Sigeberto e Brunechilde da un manoscritto del XV secolo

Sigeberto I, re dei Franchi di Austrasia, considerato che i suoi fratelli avevano sposato delle donne non degne della regalità, inviò messaggeri con molti doni al re dei Visigoti Atanagildo, per chiedere in moglie la sua secondogenita Brunechilde, definita dal vescovo Gregorio di Tours (536 – 597) bella, ma anche intelligente, istruita e di sani principi. Nel 566 Brunilde, portando con sé una ricca dote, sposò Sigeberto I, il figlio quintogenito (Gregorio di Tours lo elenca come quarto figlio) di Clotario I, re dei Franchi Salii della dinastia merovingia, e, sempre secondo Gregorio di Tours, della sua terza moglie Ingonda, di cui non si conoscono gli ascendenti. Brunilde, subito dopo il matrimonio, sia per le prediche dei sacerdoti, che le conversazioni con il marito, abbandonò l'Arianesimo, si convertì al cattolicesimo e fu cresimata.
Il re dei Franchi di Austrasia del Nord-ovest, Chilperico I, nel quadro di una politica di amicizia con il confinante regno dei Visigoti e invidioso del fratellastro Sigeberto I, decise di unirsi in matrimonio con la sorella maggiore di Brunilde, Galsuinda, e chiese ad Atanagildo la sua mano, che non gli fu rifiutata. Galsuinda, sposatasi, nel corso del 567, si trovò inizialmente in un ambiente favorevole, in quanto il marito aveva ripudiato la prima moglie Audovera ed aveva allontanato da sé la sua concubina favorita Fredegonda. Ma dopo il ritorno a corte di Fredegonda, Galsuinda si ritrovò in un ambiente ostile e una mattina fu trovata morta nel letto. Secondo Gregorio di Tours Chilperico I, forse istigato dall'amante, nel 568 fece strangolare Galsuinda nel sonno da un servo.

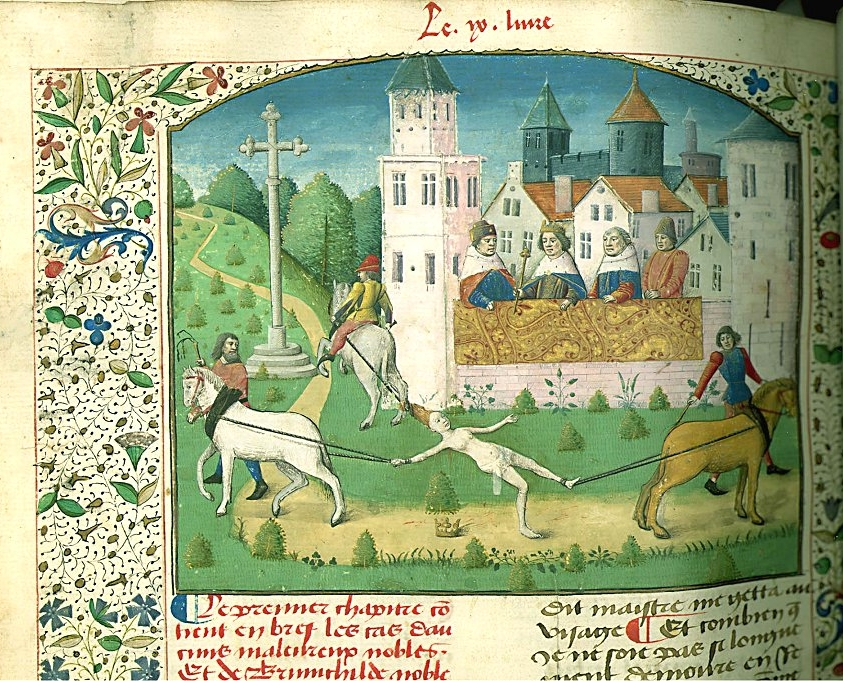
L'uccisione di Brunechilde, dal De Casibus Virorum Illustrium, attribuito al Maître François, Paris, circa 1475

Brunechilde sollecitò il marito Sigeberto a vendicare la morte della sorella muovendo guerra a Chilperico, nuovo re di Neustria, e dopo una serie di battaglie vittoriose Sigeberto (si alleò anche con gli Alemanni) ottenne come risarcimento, grazie anche alla mediazione del fratello Gontrano, re di Borgogna, quei territori che Galsuinda aveva portato in dote al marito (tra cui le città di Limoges e Cahors).
Più tardi, però, la guerra civile fra Sigeberto e Chilperico (573-575) riprese, e Brunechilde incitò il marito a condurla sino alla totale eliminazione dell'avversario. Nel 575 Sigeberto I occupò la Neustria e ne venne acclamato re. Subito dopo venne fatto assassinare da due sicari di Fredegonda. Dopo la morte di Sigeberto Brunechilde, che, secondo Paolo Diacono, era reggente del regno di Austrasia per conto del figlioletto Childeberto II, fu catturata da Chilperico e fu esiliata a Rouen. Nel 576 Meroveo, l'erede al trono di Neustria, fu inviato, al comando di un esercito, prima nella zona di Poitiers, poi a Tours ed infine a Rouen, dove si trovava Brunechilde; dopo il loro incontro, nella primavera del 576, Brunechilde, sempre a Rouen, sposò Meroveo, il figlio secondogenito del re dei Franchi Sali del nord dell'Austrasia e poi di Neustria, della dinastia merovingia, Chilperico I e della sua prima moglie, Audovera che Gregorio di Tours menziona senza citare le sue ascendenze.
Chilperico, venuto a conoscenza del fatto e disapprovando il gesto del figlio, si recò a Rouen per impedire le nozze, ma al suo arrivo il sacramento era già stato celebrato, per cui dovette partecipare al banchetto di nozze e dopo alcuni giorni tornò a Soissons con Meroveo. Meroveo cercò di ribellarsi, ma fu chiuso in convento da cui fuggì, cercando di ricongiungersi a Brunechilde, ma, Fredegonda, sentendo minacciato il suo potere, fece esiliare san Pretestato, colpevole di avere celebrato le nozze tra Brunechilde e Meroveo e di aver pubblicamente denunciato i crimini di Fredegonda, e spinse il marito ad inseguire Meroveo, che, con la morte, nel 577, si sottrasse alla cattura.

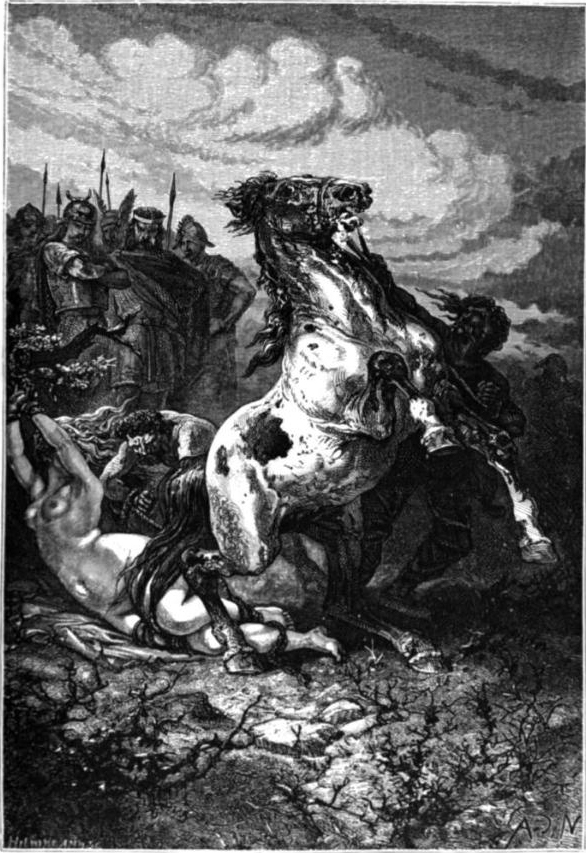
L’esecuzione di Brunilde del pittore, Alphonse-Marie-Adolphe de Neuville del XIX secolo.

L'aristocrazia di Austrasia, che nel 576 aveva ottenuto che Brunilde fosse liberata e assumesse la reggenza per suo figlio Childeberto, ancora minorenne, pochi mesi dopo, forse sollecitata da Chilperico e Fredegonda, cominciò a chiedere di potere esercitare il potere per conto di Chidelberto II, arrivando a minacciarla e a combattere le truppe lealiste. Brunechilde non si perse d'animo, resistette ai rivoltosi e strinse un patto con Gontrano, che, non avendo eredi, essendogli premorti tutti i figli, nel 577, a Pompierre, adottò suo nipote Childeberto II e, poi, con il successivo trattato di Andelot, del 28 novembre 587, dispose che alla sua morte gli succedesse come re di Burgundia.
In questo stesso periodo riuscì a tenere a bada anche tutti i tentativi di Fredegonda di destabilizzare l'Austrasia, incluso il tentativo di elevare a re d'Aquitania, Gundovaldo (figlio illegittimo del re dei Franchi Sali del nord dell'Austrasia e della Guascogna, della dinastia merovingia, Clotario I e di una sua concubina di cui non si conoscono né il nome né gli ascendenti), che richiamato da Costantinopoli, fu riconosciuto re da tutti i duchi della zona; ma Austrasia e Burgundia reagirono intervenendo con i propri eserciti e dopo varie vicissitudini Gundovaldo fu assediato in un paesino di una valle dei Pirenei, Cominges, catturato e giustiziato.
Alla morte di Gontrano (592) la Burgundia passò a Childeberto II, senza incontrare alcuna opposizione, e così i regni di Austrasia e Borgogna vennero unificati sotto la corona di Childeberto II. Ma presto (595) anche Chidelberto scomparve: il suo regno venne diviso tra i due figli, Teodeberto II (cui toccò l'Austrasia) e Teodorico II (che divenne re di Borgogna). Secondo il cronista Fredegario, essendo i nipoti entrambi minorenni, Brunechilde divenne reggente per entrambi i regni, risiedendo però in Austrasia, che dovette fronteggiare una minaccia di invasione degli Unni, che avevano invaso la Turingia e che, secondo Paolo Diacono, furono convinti a rientrare in Pannonia, dopo che era stato loro pagato un tributo in denaro.
La sua politica, tesa a restaurare e rafforzare l'autorità monarchica, le causò l'ostilità della nobiltà, abituata a godere di una certa autonomia, e del clero austrasiano, che insorsero e anche Teodeberto II rifiutò la sua tutela, per cui Brunechilde, nel 599, dovette abbandonare in tutta fretta l'Austrasia e rifugiarsi in Borgogna da Teodorico II. Secondo il cronista Fredegario Brunechilde fu trovata, nelle vicinanze di Arcis in Champagne, che vagabondava da sola, e il tizio che la condusse alla corte di Burgundia fu ricompensato con l'arcivescovado di Auxerre.
Clotario II, che intanto era rimasto orfano di Fredegonda (nel 597 Brunilde aveva avuto la soddisfazione di vedere morire Fredegonda, colei che era stata la sua avversaria per circa trent'anni) fu facilmente vinto presso Dormelles (600) dalle truppe di Teodeberto e Teodorico. Sotto la spinta della nonna Teodorico nel 604 sbaragliò presso Étampes le truppe di Clotario, liberò Orléans assediata e occupò Parigi, ma non riuscì ad eliminare Clotario, in cui aiuto era giunto Teodeberto II con l'onerosa pace di Compiègne, che Clotario fu costretto ad accettare, salvando il suo esercito e rientrando in patria. A seguito di questo avvenimento Brunilde spinse Teodorico contro Teodeberto, definito figlio di un giardiniere e da quel giorno fra i due fratelli fu guerra aperta.
Strumento nelle mani degli aristocratici austrasiani, nel 605 Teodeberto, alleatosi al re di Neustria Clotario II (figlio di Chilperico I e di Fredegonda), nell'appoggiare la nobiltà burgunda contro Teodorico e Brunechilde, che tenuta sotto controllo la rivolta, iniziarono le ostilità contro Teodeberto II, che, dopo alterne vicende, nel 612, fu vinto e giustiziato. Teodorico II unì così i regni di Austrasia e Borgogna: avrebbe a quel punto potuto anche conquistare facilmente la Neustria, ma morì di dissenteria, improvvisamente nel 613 a Metz; il trono passò a suo figlio Sigeberto II, di dodici anni.
Brunechilde assunse allora la reggenza in nome di Sigeberto II, ma i nobili e il clero di Austrasia ordirono una congiura guidata da Pipino di Landen e da Arnolfo di Metz (i capostipiti della dinastia dei Carolingi): l'ormai anziana regina, tradita e abbandonata da tutti, venne catturata, nei pressi del lago di Neuchâtel, e consegnata a Clotario II (che si era impegnato a riconoscere grandi privilegi all'aristocrazia, l'ereditarietà di cariche come quella di Maggiordomo, l'esenzione dalle tasse per il clero e il diritto al papa di nominare i vescovi), che, nel frattempo aveva sconfitto Sigeberto II. Secondo Fredegario, dopo tre giorni di torture, Brunechilde venne legata alla coda di un cavallo per i capelli, per un braccio e per un piede. Il cavallo fu fatto correre finché Brunechilde ripetutamente colpita dagli zoccoli dei cavalli morì. Il suo corpo venne sepolto nella chiesa abbaziale di san Martino ad Autun, da lei fondata nel 602.
Tra tutti i sovrani merovingi Brunechilde fu la sola che ebbe ottimi rapporti con il papa Gregorio Magno, che da Roma le inviò anche alcune reliquie di san Pietro e con il quale collaborò per la buona riuscita della missione di sant'Agostino di Canterbury, per la conversione delle popolazioni anglosassoni della Britannia. Verso il 595 erano iniziati i contatti tra Brunilde e suo figlio Childeberto con Gregorio Magno, per il riconoscimento del vescovo di Arles, che poi continuarono per combattere la simonia. Verso il 596 Agostino ed i missionari che lo accompagnavano furono accolti nei regni controllati da Brunechilde con entusiasmo e furono coadiuvati, nella loro missione, tanto che papa Gregorio, nel 601, ringraziò, sia Brunechilde che il vescovo di Autun per l'aiuto dato ai missionari.
Inoltre Brunechilde promosse il culto di san Martino di Tours. A causa delle critiche che san Colombano espresse nei suoi confronti, Brunechilde per due volte strappò Colombano dal suo monastero, per perseguitarlo e incarcerarlo, fino a che Colombano, nel 610, dalla Burgundia si recò in Neustria dove trovò la protezione di Clotario II. Brunilde, pur essendo eccessivamente ambiziosa e avida di potere, fu un personaggio politico di prima grandezza, che riuscì ad imporre l'istituto monarchico contro le ambizioni della nobiltà e, pur essendo in buoni rapporti con il papato, seppe tenere sotto controllo il clero disponendo a suo piacimento delle sedi vescovili.

## Matrimoni e discendenza
Al primo marito Sigeberto, Brunechilde diede tre figli:
- Ingonda (568-585), che sposò Ermenegildo, l'erede al trono del regno dei Visigoti
- Childeberto (570-596), che divenne re dei Franchi di Austrasia e di Burgundia
- Clodesinde (575 - dopo il 594), che fu fidanzata, prima del 590, con il re dei Longobardi, Autari e poi, nel 594, con il re dei Visigoti Recaredo[22]

Al secondo marito, Meroveo, Brunechilde non diede figli.

### Fonti primarie
- (LA) Gregorio di Tours, Historia Francorum. Testo disponibile su Wikisource.
- (LA) Paolo Diacono, Historia Langobardorum/Liber VI, in Historia Langobardorum. URL consultato il 28 febbraio 2021..
- (LA) Fredegario, Fredegarii scholastici chronicum cum suis continuatoribus, sive appendix ad sancti Gregorii episcopi Turonensis historiam Francorum.

### Letteratura storiografica
- Christian Pfister, La Gallia sotto i Franchi merovingi. Vicende storiche, in Storia del mondo medievale, Vol. I, Cambridge, Cambridge University Press, 1978,  pp. 688-711.
- Christian Pfister, La Gallia sotto i Franchi merovingi, istituzioni, in Storia del mondo medievale, Vol. I, Cambridge, Cambridge University Press, 1978,  pp. 712-742.
- Rafael Altamira, La Spagna sotto i visigoti, in Storia del mondo medievale, Vol. I, Cambridge, Cambridge University Press, 1978,  pp. 743-779.
- Alberto Magnani, Brunilde regina dei Franchi, Milano, Jaca Book, 2001.